# Jonas Umbach
Jonas Umbach, né vers 1624 à Augsbourg et mort le 28 avril 1693 dans la même ville, est un peintre, dessinateur et graveur à l'eau-forte allemand.

## Biographie
Jonas Umbach naît vers 1624 à Augsbourg. Il se rend en Italie vers 1648 ; à son retour, il peint beaucoup pour l'évêque d'Augsbourg et pour le monastère bénédictin de la ville.
Jonas Umbach meurt le 28 avril 1693 à Augsbourg.

## Œuvre

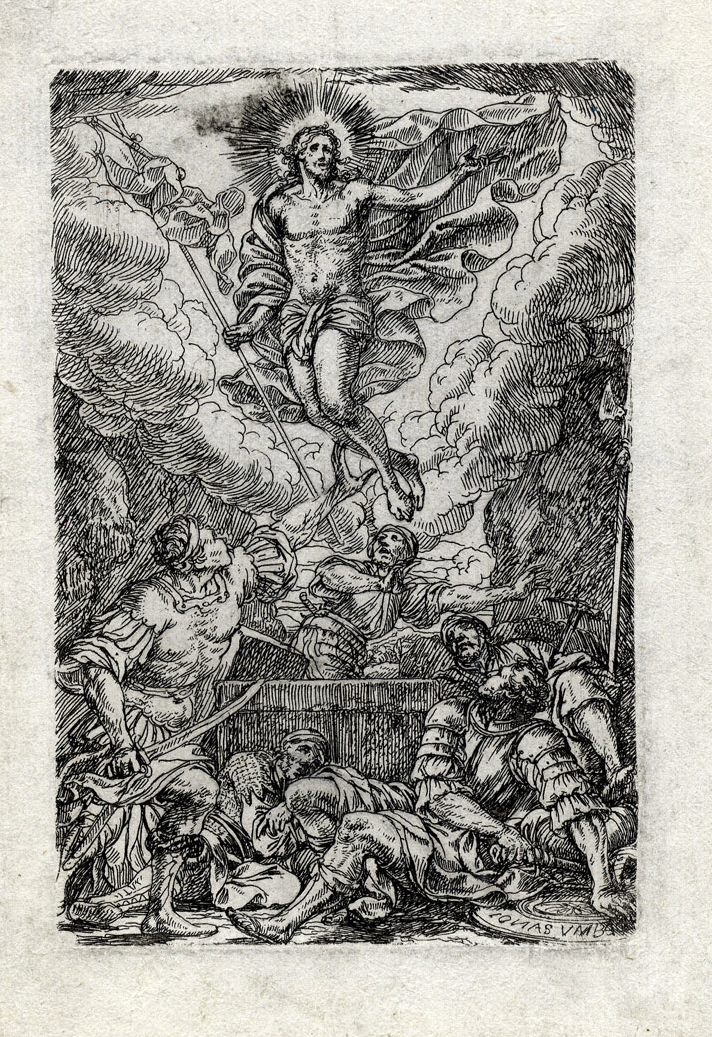
Résurrection du Christ, gravure sur cuivre par Jonas Umbach.

L'œuvre de Jonas Umbach est peu connu aujourd'hui, mais il jouissait d'une réputation considérable de son vivant.
Il a réalisé de nombreux paysages avec du bétail, ainsi que des pièces de cuisine, du gibier à plumes et quelques sujets historiques en clair-obscur. Il a également gravé 230 planches de scènes et de paysages bibliques, historiques et mythologiques.
- Rivière dans une forêt, Washington, National Gallery of Art[3]
- Le Christ au Mont des Oliviers[1]
- Cortèges d'Enfants et de Néréides[1]
- Deux Tireurs de canard à l'affût[1]
- Paysages avec ruines[1]
- Bacchanales et sports infantiles[1]
- Le Bon Samaritin[4]
- Cimon nourri par sa fille[4]
- Jeux d'enfants[4]
- Une Vierge tenant l'Enfant-Jésus[5]
- Une Sainte Famille[5]
- Sainte Madeleine pénitente[5]
- Saint Pierre pleurant ses péchés[5]
- Un satyre, une femme et trois enfants[6]
- Quatre jolis paysages ornés de figures et de monuments antiques, datés de 1678[6]

## Homonyme
Il existe un Jonas Umbach plus jeune, mais il n'y a aucun détail le concernant, sauf qu'il dessine des portraits.